# اچ‌بی‌او

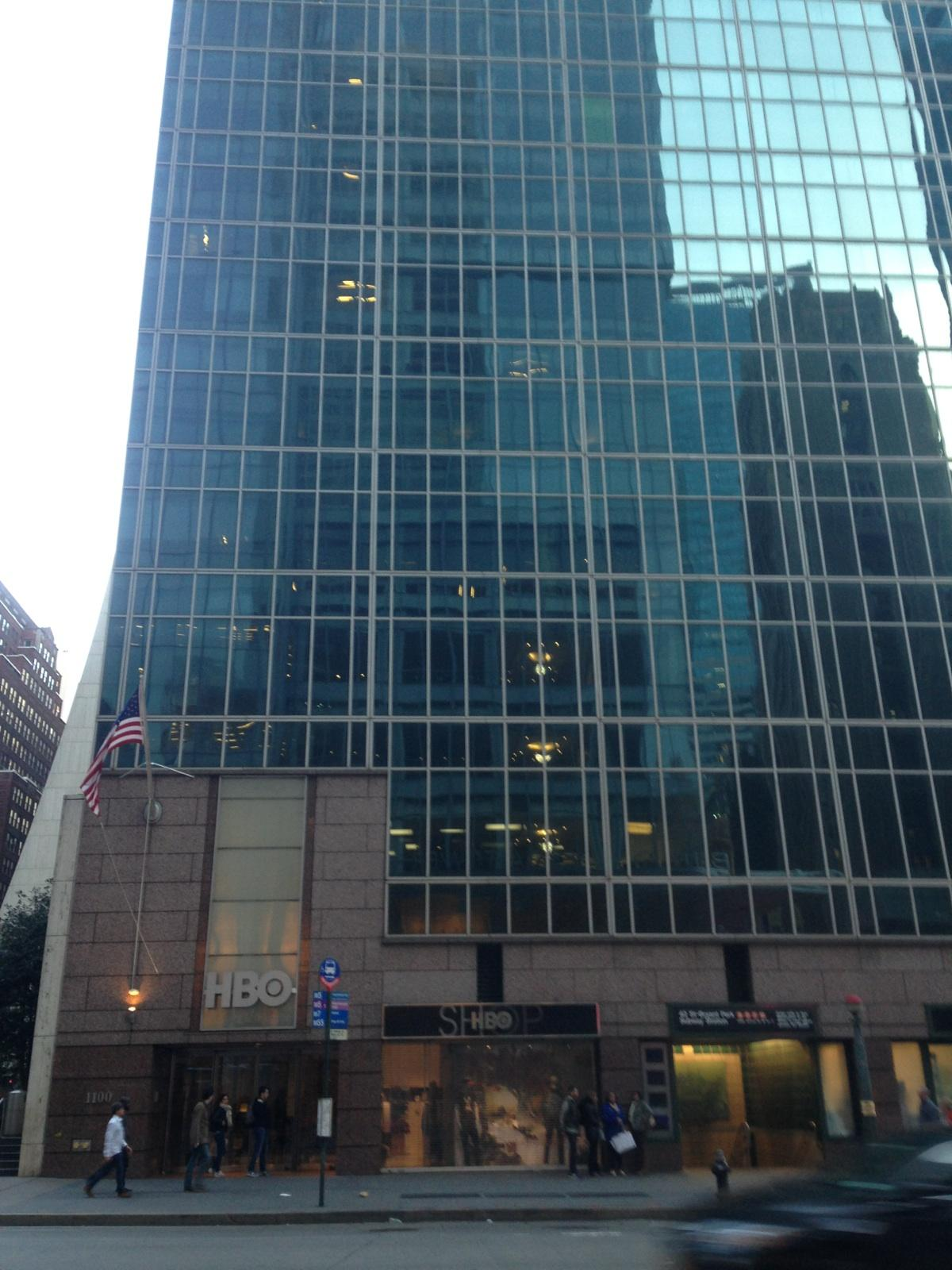
شبکه اچ بی او

اچ‌بی‌او (به انگلیسی: HBO؛ مخفف Home Box Office) یکی از بزرگترین پخش‌کننده‌های شبکه‌های تلویزیونی کابلی در آمریکا می‌باشد که زیرمجموعهٔ شرکت برادران وارنر وابسته به باکس آفیس خانگی است.
اچ‌بی‌او از ژانویه ۲۰۱۲ برنامه‌های خود را برای ۲۹ میلیون مشترک در آمریکا پخش می‌کند؛ که در مارس ۲۰۱۳ این تعداد به ۳۳٬۲۰۰٬۰۰۰ افزایش یافته که آمار گویای این است که اچ‌بی‌او دومین شبکه بزرگ کابلی در آمریکا است. اچ‌بی‌او علاوه بر پخش در ایالات متحده در حداقل ۱۵۰ کشور دنیا قابل مشاهده است. برنامه‌های اچ‌بی‌او شامل نمایش‌های واقعی فیلم و سریال برنامه‌های مستند پخش مسابقات بوکس و گاهی مواقع پخش برنامه‌های کمدی و همچنین کنسرتهای ویژه‌ای را نیز پخش می‌کند. از سریال‌های این شبکه بسیار موفق می‌توان به آخرین بازمانده از ما، بازی تاج‌وتخت، وراثت، چرنوبیل، وست‌ورلد، خون حقیقی، وایر، امپراتوری بوردواک، سوپرانوز ،کارآگاه حقیقی و بازماندگان اشاره نمود.

## تاریخچه
توسعه و راه‌اندازی
در سال ۱۹۶۵ چارلز دولان که در توسعهٔ کابل فعال بود موفق به ساخت یک سامانهٔ کابلی در منهتن نیویورک شد. سامانهٔ او با نام «کابل استرلینگ منهتن» به عنوان نخستین سامانهٔ کابل زیرزمینی در آمریکا تبدیل شد. در این سامانه به‌جای استفاده از سامانهٔ کابلی مکالمات تلفنی را با استفاده از آنتن‌های ماکروویو انتقال داده می‌شد اما از آنجا که ساختمان‌های بلند نیویورک مانع انتقال سیگنال‌های تلویزیونی می‌شدند کابل‌های استرلینگ به صورت زیرزمینی در منهتن ایجاد شد.
در همین سال شرکت تایم لایف ۲۰ درصد از شرکت دولان را خرید. دولان پیشنهاد خود را برای ایجاد شبکهٔ «The Green Channel» به مدیریت تایم لایف ارائه داد و اگرچه در آن زمان پخش ماهواره‌ای اقدامی غیرعملی به نظر می‌رسید اما سرانجام در تاریخ ۸ نوامبر سال ۱۹۷۲ شبکهٔ «The Green Channel» با تغییر به «Home Box Office» برنامه‌های خود را با استفاده از سیگنال آنتن‌های ماکروویو پخش کرد.
اِچ‌بی‌او در آغاز به نمایش فیلم و گاهی وقت‌ها برنامه یک مفهوم بزرگ را با حضور ستارگانی چون پل نیومن و هنری فوندا پخش می‌کرد. اِچ‌بی‌او همچنین رویدادهای ورزشی را پوشش می‌داد که می‌توان به پخش مسابقه‌های هاکی ان اچ ال که در مدیسون اسکوئر گاردن میان دو تیم نیویورک رنجرز و ونکوور کانوکس برگزار شد اشاره کرد.
کابل استرلینگ منهتن نتوانست در این مدت سود زیادی کسب کند زیرا این شرکت فقط به ۲۰٬۰۰۰ نفر از مشترکان واقع در منهتن خدمات ارائه می‌کرد شرکت تایم لایف شریک رسانه‌ای دولان توانست ۸۰ درصد کنترل شرکت استرلینگ را بدست آورد تایم لایف نام استرلینگ را به تلویزیون کابلی منهتن تغییر داد و در مارس ۱۹۷۳ کنترل اچ‌بی‌او را بدست گرفت.
جرالد لوین به عنوان رئیس و مدیر ارشد اجرایی اچ‌بی‌او جایگزین دولان شد. در سپتامبر ۱۹۷۳ تایم لایف حق مالکیت دریافت پرداخت مشترکان در ازای مشاهد اچ‌بی‌او را بدست آورد اچ‌بی‌او خیلی زود توانست سریعترین رشد را در میان سرویس‌های شبکه‌های کابلی آمریکا پیدا کند اما پس از مدتی به دلیل افزایش نرخ پرداخت و پخش برنامه‌های تکرای مشترکان از دیدن اچ‌بی‌او منصرف می‌شدند اما اچ‌بی‌او در تلاش بود تا بینندگان از دست رفته خود را بازیافته و سود خود را افزایش دهد به همین منظور نخستین ایدهٔ خود را در لارنس ماساچوست عملی کرد که طی آن بینندگان می‌توانستند به‌طور رایگان شبکه را از طریق کانال ۳ تماشا کنند پس از یکماه سرویس به کانال۶ منتقل شد و بعد از شش ماه سرویس به‌طور کامل قطع شد. این اقدام باعث شد تا اچ‌بی‌او دوباره تعدادی از بینندگان خود را بازیابد و این اقدام در دیگر شبکه‌ها هم تکرار شد.

## توسعه ملی و نوآوری (۱۹۷۵–۱۹۹۶)
از سی سپتامبر ۱۹۷۵ اچ‌بی‌او اولین شبکه تلویزیونی کابلی بود که از طریق ماهواره هنگام نمایش تریلر در مانیل و مسابقه بوکس بین محمدعلی کلی و جو فریزر پخش شد.

## هک شدن و باج‌گیری
این تلویزیون تولیدکننده سریال بازی تاج و تخت بوده‌است و بهار سال ۲۰۱۷ یک هکر با نام مستعار سکوت وحشت (Sokote Vahshat) نمایشنامه این سریال را به سرقت برد و برای باج‌گیری ۶ میلیون دلاری به صورت بیت‌کوین از این تلویزیون درخواست کرد. باج پرداخت نشد و وی بخش‌هایی از نمایشنامه را تابستان با قصد فروش به دیگران منتشر نمود. ۲۱ نوامبر ۲۰۱۷ مقامات ایالات متحده نام این هکر را «بهزاد مصری»، یک ایرانی ۳۰ ساله عنوان کردند و تصویر وی توسط اف‌بی‌آی به عنوان تحت تعقیب منتشر شده‌است. واشینگتن‌پست که پیشتر دلیل مخفی بودن اطلاعات این پرونده را فرار نکردن متهم عنوان کرده بود .